# Анашенков, Борис Алексеевич
Бори́с Алексе́евич Ана́шенков (род. 15 января 1931, Москва, РСФСР, СССР) — советский и российский писатель.

## Биография
Родился 15 января 1931 года в Москве.
В 1953 году окончил Московский институт международных отношений.
Печатался с 1957 года.

## Творчество
Первые книги Анашенкова — сборники рассказов и повестей, такие как «Сестрёнка» (1959) и «Чужая жизнь» (1962).
Позднее переходит к очерку, преимущественно о рабочем классе, например «Когда рядом товарищ» (1964), «Пока гром не грянет» (1966). Во многих статьях писал о проблемах литературы о рабочем классе эпохи научно-технической революции, например, «И встанут новые бойцы. Рабочий в современной зарубежной литературе» (1976), «Этот простой сложный человек: научно-техническая революция — социальный прогресс — литература» (1977).
Написал множество статей, среди которых:
- Анашенков, Б. А. Взгляд не со стороны. — Лит. обозрение : лит.-критич. и библиогр. журнал / гл. ред. Ю. И. Суровцев. — 1974. — № 1.
- Анашенков, Б. А. О «человеке дела», его «духовном потенциале». — ВЛ. — 1974. — № 10.
- Анашенков, Б. А. Сверяясь с очерком. — Лит. обозрение : лит.-критич. и библиогр. журнал / гл. ред. Ю. И. Суровцев. — 1975. — № 10.
- Анашенков, Б. А. Лично причастен. — Октябрь : лит.-худ. журнал / гл. ред. А. А. Ананьев. — 1976. — № 3—4.

## Награды
- Благодарность Министра культуры Российской Федерации (14 октября 2003 года) — за многолетний плодотворный труд в области отечественной культуры и заслуги в развитии литературы[2].